# Москва Медіа
Об'єднана редакція московських ЗМІ «Москва Медіа» - організація, що об'єднує медіаактиви московського уряду.

## Основні медійні активи

### Телеканал «Москва 24»
Інформаційно-пізнавальний цілодобовий федеральний телеканал. Створено урядом Москви за ініціативою мера міста Москви Сергія Собяніна і президента РФ Володимира Путіна. Канал входить в об'єднаний холдинг московських ЗМІ «Москва Медіа».
Основна мета телеканалу - оперативне інформування телеглядачів про ситуацію в Москві - від міських подій до інформації про пробки на дорогах і прогнозів погоди в різних районах Москви.

### Телеканал «Москва. Довіра»
Інформаційно-розважальний московський телеканал. Головною метою каналу є бажання допомогти глядачеві адаптуватися до нових реалій і підвищити якість життя і відчувати себе комфортно в будь-якому віці.

### Радіостанція «Москва FM»
Інформаційно-розважальна московська радіостанція. Ефір станції заповнюється короткими зведеннями новин (кожні 30 хвилин), а також інтерактивними прямими ефірами. Музичний ефір радіостанції заповнюється композиціями американської та британської музики, випущених не раніше 2007 року. По буднях музичний ефір не присутній в деяких години мовлення, а у вихідні - присутній в повному обсязі.

### Радіостанція «Радіо Москви»
Інформаційно-музична станція для старшого покоління. В ефірі класика радянської і світової естради, найдобріша музика минулих років. Віщає на 3 кнопці міської радіомережі.

### Радіостанція Capital FM
Інформаційно-музична англомовна московська радіостанція. Віщає на 105.3 FM. з 1 грудня 2015 року, змінивши на цій частоті радіостанцію Moscow FM.

### Мережеве видання M24.RU
Інтернет-майданчик. Інформація про столичне життя - новини, відео, фотогалереї, інфографіка.

### Агентство міських новин «Москва»
Новинний проект, є системоутворюючою частиною холдингу, яка надає інформацію всім його структурам. АГН «Москва» збирає інформацію від власних кореспондентів і численних джерел у всіх можливих форматах. В спектр подій, які висвітлює агентство, входять як заходи і новини загальноміського масштабу, так і локальні історії, цікаві жителям конкретних районів. Основні продукти АГН «Москва»: новинна стрічка, фотострічка і відеострічка, інфографіка. Крім того, агентство має свій архів, а також фото- та Відеобанк і календар подій. У створенні контенту Агентство «Москва» використовує сучасні технології та обладнання, що дозволяє максимально оперативно і якісно надавати інформацію споживачеві.

### Студія «Голос»
Іміджева лабораторія «Голос» - навчальний центр на базі Москва Медіа. Тут допомагають досягти професійних цілей і стати більш ефективним в повсякденному житті. У студії поєднують досвід професійних теле- та радіоведучих, авторські методики викладання, індивідуальний підхід до кожного слухача і створюють спеціальні програми навчання, що дозволяють стати затребуваним на ринку професійних послуг.

## Історія створення
Створення об'єднаної редакції в серпні 2011 року ініційовано С. С. Собяніним і пов'язане з масштабними реформами. В рамках цих реформ були закриті окружні і районні телевізійні студії. 5 вересня 2011 року Телеканал «Столиця», що став першим ЗМІ в холдингу і очолюваний на той момент Ігорем Шестаковим, перетворений в цілодобовий інформаційний канал «Москва 24». Увійшовши в новий холдинг телеканал «Довіра» також зазнав ребрендинг і став називатися «Москва. Довіра ». В рамках холдингу була запущена англомовна радіостанція Moscow FM (105.2 FM). З 1 лютого 2013 року мовлення радіостанції «Говорить Москва» залишилося тільки на третій кнопці радіотрансляційної мережі, а на його ефірній частоті 92.0 FM запущена радіостанція «Москва FM». Для здійснення перерахованих вище перетворень Москва викупив у ТОВ «Бонавентура» 35% акцій ВАТ «Міська телевізійна компанія" ТВ Столиця "» і 65% акцій ВАТ «Концерн" Радіо-центр "», консолідувавши таким чином 100% акцій компанії. Громадське російське радіо, що входило, крім станції «Говорить Москва» в концерн «Радіо-центр», ліквідовано.